# Système trois anneaux
Le système trois anneaux est un élément du parachute largement répandu dans le parachutisme sportif et militaire. Il permet de relier les élévateurs de la voile principale au harnais du parachutiste.

Libération des trois anneaux

Adapté au parachutisme par Bill Booth, le système trois anneaux permet au parachutiste de se séparer de sa voile principale rapidement et en un seul mouvement en cas de problème, pour ensuite ouvrir sa voile de secours sans que celle-ci n’interfère avec la voile principale. Le système trois anneaux est simple, peu couteux, fiable, et requiert moins de force pour être actionné que d'autres systèmes de libération.

## Fonctionnement
Le gros anneau du bas est solidaire du harnais du parachutiste, l'anneau du milieu est attaché à l’extrémité de l’élévateur, et le plus petit anneau est attaché sur l’élévateur, au-dessus de l'anneau du milieu. L'anneau du milieu passe dans l'anneau du bas puis est rabattu vers le haut, le petit anneau passe à son tour dans l'anneau du milieu et est rabattu vers le haut. De la même façon, une boucle textile est passée dans le petit anneau, rabattue vers le haut et passe pour finir dans un œillet situé sur le côté opposé de l’élévateur. Un jonc semi-rigide relié à la poignée de libération passe alors dans la boucle textile pour verrouiller le tout. Une traction sur la poignée de libération provoque la libération en cascade du système trois anneaux et désolidarise rapidement les élévateurs du harnais.
Chacun des anneaux démultiplie ainsi la résistance mécanique de la boucle textile maintenue en place par le jonc semi-rigide (câble métallique gainé) limitant l'effort nécessaire à appliquer pour libérer le parachute principal.

## Variantes
Il existe différentes versions du système trois anneaux. Le système original datant de la fin des années 70 est connu comme le système 3 anneaux standard (aujourd'hui peu utilisé). Une version utilisant de plus petits anneaux, le mini 3 anneaux, a vu le jour dans les années 80 (version la plus répandue aujourd'hui). Les raisons du développement du mini 3 anneaux et de ses mini-élévateurs associés (utilisant des sangles plus étroites) sont principalement d'ordre esthétique. Le mini 3 anneaux n’améliore pas la sécurité mais au contraire réduit l'avantage mécanique inhérent à la conception du système 3 anneaux, augmentant par conséquent la force nécessaire au parachutiste pour libérer sa voile principale. Les parachutes tandem utilisent en revanche des anneaux encore plus larges que le système trois anneaux original, et certains modèles utilisent même des systèmes composés de quatre anneaux (par exemple : Advance Tandem de chez Basik). D'autres variantes consistant à placer les anneaux sous les élévateurs (face au harnais) ou encore des modifications dans la forme des anneaux comme le système miniforce du constructeur Aerodyne dont l’anneau du milieu est allongé, ceci dans un but annoncé d'optimisation des forces mécaniques mise en jeu.

## Préoccupations en matière de sécurité

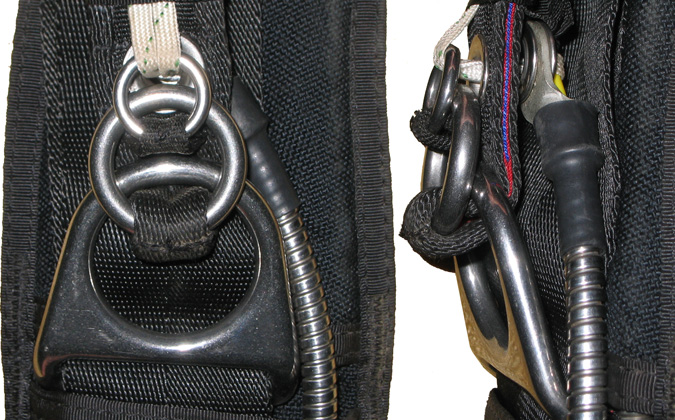
Vues de face et de profil d'un système mini 3 anneaux sur un des élévateurs d'un parachute plié

Depuis l'arrivée du système trois anneaux, les variations dans sa conception ont soulevé des questions en matière de sécurité. Par exemple, la migration vers le système mini 3 anneaux + mini-élévateurs a causé à ses débuts des défaillances au niveau des élévateurs jusqu'à ce que l'on améliore leur résistance. Le manquement de certains fabricants à inclure des cache-élévateurs efficaces et autres gaines rigides permettant un mouvement sans contrainte des câbles de libération lorsque les élévateurs et sangles du harnais sont soumis à des forces de torsion et des déformations importantes ont causé des difficultés de libération. La précision et la solidité de la fabrication des élévateurs et leur assemblage aux anneaux sont cruciales pour conserver l'avantage mécanique du système 3 anneaux, et ceci a déjà posé problème sur certains types de conception. Les élévateurs inversés, plaçant les anneaux sous les élévateurs ont déjà empêché le mouvement libre des anneaux dans certains cas au moment de la libération.

## Maintenance
La maintenance régulière du système trois anneaux est essentielle. Les fabricants recommandent de déconnecter les élévateurs du harnais et d'effectuer des flexions de ceux-ci afin d’éviter toute formation de pli marqué. Les anneaux doivent être régulièrement contrôlés pour déceler d'éventuelles déformations, craquelures ou traces de corrosion. Les joncs de libération doivent être nettoyés et lubrifiés avec un lubrifiant adapté (silicone), les gaines doivent également être nettoyées pour éviter toute accumulation de poussière.